# بين باترسون
بين باترسون (بالإنجليزية: Ben Patterson)‏ هو فنان وموسيقي أمريكي، ولد في 29 مايو 1934 في بيتسبرغ في الولايات المتحدة، وتوفي في 25 يونيو 2016 في فيسبادن في ألمانيا.

## وصلات خارجية
- بين باترسون على موقع IMDb (الإنجليزية)
- بين باترسون على موقع ميوزك برينز (الإنجليزية)
- بين باترسون على موقع ديسكوغز (الإنجليزية)